# Paris-Nice 1979
Paris-Nice 1979 est la 37e édition de la course cycliste Paris-Nice. La course a lieu entre le 7 et le 15 mars 1979. La victoire revient au coureur néerlandais Joop Zoetemelk, de l'équipe Miko-Mercier-Vivagel, devant son coéquipier Sven-Åke Nilsson et Gerrie Knetemann (TI-Raleigh-Mc Gregor).

## Participants
Dans cette édition de Paris-Nice, 118 coureurs participent divisés en 15 équipes : Miko-Mercier-Vivagel, TI-Raleigh-Mc Gregor, Renault-Gitane, San Giacomo-Mobilificio-Alan, IJsboerke-Warncke, Teka, La Redoute-Motobécane, Flandria-Ca-Va Seul-Sunair, Zonca-Santini, DAF Trucks-Aida, Kas-Campagnolo, Peugeot-Esso-Michelin, Safir-Ludo-Saint Louis, Fiat et une équipe nationale amateur suisse. L'épreuve est terminée par 93 coureurs.

## Étapes
| Étapes                 | Date    | Villes étapes                      | Km     | Vainqueur d'étape    | Leader du classement général |
| ---------------------- | ------- | ---------------------------------- | ------ | -------------------- | ---------------------------- |
| Prologue               | 7 mars  | Boulogne-Billancourt - Paris (clm) | 7,8 km | Gerrie Knetemann     | Gerrie Knetemann             |
| 1re étape, 1er secteur | 8 mars  | Montereau - Joigny                 | 97 km  | Yvon Bertin          | Gerrie Knetemann             |
| 1re étape, 2e secteur  | 8 mars  | Joigny - Auxerre (clm)             | 33 km  | TI-Raleigh-Mc Gregor | Gerrie Knetemann             |
| 2e étape               | 9 mars  | Montbard - Besançon                | 161 km | Leo van Vliet        | Gerrie Knetemann             |
| 3e étape               | 10 mars | Besançon - Lyon                    | 175 km | Jan Raas             | Gerrie Knetemann             |
| 4e étape               | 11 mars | Oullins - Saint-Étienne            | 142 km | Sven-Åke Nilsson     | Joop Zoetemelk               |
| 5e étape               | 12 mars | Pierrelatte - Vitrolles            | 178 km | Dietrich Thurau      | Joop Zoetemelk               |
| 6e étape               | 13 mars | Vitrolles - Mandelieu-la-Napoule   | 206 km | Jean Chassang        | Joop Zoetemelk               |
| 7e étape, 1er secteur  | 14 mars | Mandelieu-la-Napoule - Nice        | 59 km  | Daniele Tinchella    | Joop Zoetemelk               |
| 7e étape, 2e secteur   | 14 mars | Nice - Col d'Èze (clm)             | 11 km  | Joop Zoetemelk       | Joop Zoetemelk               |

## Résultats des étapes

### Prologue
7-03-1979. Boulogne-Billancourt-Paris, 7,8 km (clm).
|   | Cycliste         | Équipe               | Temps       |
| - | ---------------- | -------------------- | ----------- |
| 1 | Gerrie Knetemann | TI-Raleigh-Mc Gregor | 10 min 25 s |
| 2 | Joop Zoetemelk   | Miko-Mercier-Vivagel | + 7 s       |
| 3 | Bernard Hinault  | Renault-Gitane       | + 8 s       |

### 1reétape,1ersecteur
8-03-1979. Montereau-Joigny, 97 km.
|   | Cycliste            | Équipe                       | Temps           |
| - | ------------------- | ---------------------------- | --------------- |
| 1 | Yvon Bertin         | Renault-Gitane               | 2 h 41 min 29 s |
| 2 | Giuseppe Martinelli | San Giacomo-Mobilificio-Alan | m.t.            |
| 3 | Dominique Sanders   | Teka                         | m.t.            |

### 1reétape,2esecteur
8-03-1979. Joigny-Auxerre, 33 km. (clm)
|   | Équipe               | Temps           |
| - | -------------------- | --------------- |
| 1 | TI-Raleigh-Mc Gregor | 2 h 10 min 42 s |
| 2 | Miko-Mercier-Vivagel | + 2 min 40 s    |
| 3 | IJsboerke-Warncke    | + 2 min 47 s    |

### 2eétape
9-03-1979. Montbard-Besançon 161 km.
|   | Cycliste       | Équipe                     | Temps           |
| - | -------------- | -------------------------- | --------------- |
| 1 | Leo van Vliet  | TI-Raleigh-Mc Gregor       | 3 h 50 min 37 s |
| 2 | Bernard Vallet | La Redoute-Motobécane      | m.t.            |
| 3 | Marc Demeyer   | Flandria-Ca-Va Seul-Sunair | + 5 s           |

### 3eétape
10-03-1979. Besançon-Lyon 175 km.
|   | Cycliste            | Équipe                       | Temps           |
| - | ------------------- | ---------------------------- | --------------- |
| 1 | Jan Raas            | TI-Raleigh-Mc Gregor         | 5 h 01 min 00 s |
| 2 | Giuseppe Martinelli | San Giacomo-Mobilificio-Alan | m.t.            |
| 3 | Jos Jacobs          | IJsboerke-Warncke            | m.t.            |

### 4eétape
11-03-1979. Oullins-Saint-Étienne, 142 km.
Zoetemelk aconsegueix posar-se líder gràcies a un atac als monts del Forez.
|   | Cycliste         | Équipe                       | Temps           |
| - | ---------------- | ---------------------------- | --------------- |
| 1 | Sven-Åke Nilsson | Miko-Mercier-Vivagel         | 3 h 56 min 04 s |
| 2 | Fausto Bertoglio | San Giacomo-Mobilificio-Alan | + 1 s           |
| 3 | Joop Zoetemelk   | Miko-Mercier-Vivagel         | m.t.            |

### 5eétape
12-03-1979. Pierrelatte-Vitrolles, 178 km.
Dietrich Thurau s'emportau etapa gràcies a una fuga en solitari de 156 km.
|   | Cycliste            | Équipe                       | Temps           |
| - | ------------------- | ---------------------------- | --------------- |
| 1 | Dietrich Thurau     | IJsboerke-Warncke            | 4 h 18 min 50 s |
| 2 | Pierino Gavazzi     | Zonca-Santini                | + 1 min 45 s    |
| 3 | Giuseppe Martinelli | San Giacomo-Mobilificio-Alan | m.t.            |

### 6eétape
13-03-1979. Vitrolles-Mandelieu-la-Napoule, 206 km.
|   | Cycliste            | Équipe                       | Temps           |
| - | ------------------- | ---------------------------- | --------------- |
| 1 | Jean Chassang       | Renault-Gitane               | 5 h 47 min 51 s |
| 2 | Jacques Michaud     | Flandria-Ca-Va Seul-Sunair   | + 26 s          |
| 3 | Giuseppe Martinelli | San Giacomo-Mobilificio-Alan | + 38 s          |

### 7eétape,1ersecteur
14-03-1979. Mandelieu-la-Napoule-Nice, 59 km.
|   | Cycliste          | Équipe            | Temps           |
| - | ----------------- | ----------------- | --------------- |
| 1 | Daniele Tinchella | Teka              | 1 h 33 min 36 s |
| 2 | Jos Jacobs        | IJsboerke-Warncke | m.t.            |
| 3 | Guido Van Calster | DAF Trucks-Aida   | m.t.            |

### 7eétape,2esecteur
14-03-1979. Nice-Col d'Èze, 11 km (clm).
|   | Cycliste        | Équipe               | Temps       |
| - | --------------- | -------------------- | ----------- |
| 1 | Joop Zoetemelk  | TI-Raleigh-Mc Gregor | 21 min 22 s |
| 2 | Henk Lubberding | TI-Raleigh-Mc Gregor | + 7 s       |
| 3 | Daniel Willems  | IJsboerke-Warncke    | + 8 s       |

## Classements finals

### Classement général
|    | Cycliste         | Équipe                     | Temps            |
| -- | ---------------- | -------------------------- | ---------------- |
| 1  | Joop Zoetemelk   | Miko-Mercier-Vivagel       | 28 h 36 min 02 s |
| 2  | Sven-Åke Nilsson | Miko-Mercier-Vivagel       | + 1 min 44 s     |
| 3  | Gerrie Knetemann | TI-Raleigh-Mc Gregor       | + 1 min 47 s     |
| 4  | Henk Lubberding  | TI-Raleigh-Mc Gregor       | + 2 min 07 s     |
| 5  | Daniel Willems   | IJsboerke-Warncke          | + 3 min 16 s     |
| 6  | Bernard Hinault  | Renault-Gitane             | + 3 min 36 s     |
| 7  | Eddy Schepers    | DAF Trucks-Aida            | + 6 min 51 s     |
| 8  | René Bittinger   | Flandria-Ca-Va Seul-Sunair | + 6 min 52 s     |
| 9  | Bernard Vallet   | La Redoute-Motobécane      | + 7 min 44 s     |
| 10 | Pierre Bazzo     | La Redoute-Motobécane      | + 7 min 47 s     |